# サンタ・クルス・デ・モンポス
モンポス（Mompox / Mompós）、正式名サンタ・クルス・デ・モンポス（Santa Cruz de Mompox）は、コロンビア北部ボリーバル県にある都市である。コロニアル様式の町並みが残る都市で、マグダレナ川とカウカ川が合流する場所近くの、洪水除けのために盛り土をした場所の上に築かれており、カルタヘナからは249 km 離れている。人口は約3万人で、ピニジョスやサン・フェルナンドに隣接している。
南アメリカ大陸のスペイン植民地の多くを解放したシモン・ボリバルは、「もし私の人生がカラカスのおかげならば、私の栄光はモンポスのおかげである」と語った。ボリバルは1812年にモンポスに到着し、屈強な男たちのほとんど全員にあたる400人ほどを雇った。その男たちが、カラカスでボリバルを勝利に導いた軍勢の基盤になったのである。

## 歴史
「モンポ」（Mompo）あるいは「モンポジ」（Mompoj）は、スペイン人がこの地に到着した時の、先住民キンバヤ人の首長の名であった。「モンポス」（Mompox）は「支配者モンポの土地」という意味である。
都市はマグダレナ川の安全な港として、1537年5月3日にアロンソ・デ・エレディア（Don Alonso de Heredia）によって建設された。サンタ・クルス・デ・モンポスの名は、当時のカルタヘナ総督フアン・デ・サンタ・クルス（Juan de Santa Cruz）にちなんでいる。この町は、川を遡って内陸に物資を運ぶ港として、大いに栄えた。王立造幣所もこの町に建設され、その金工たちで有名になった。この繁栄は19世紀になると衰退し始める。それでも20世紀初頭まではなおも港町として存続していたが、支流に堆積物がたまり、川の流れが変わると、そこに建てられた町マガングエに取って変わられた。

## 世界遺産

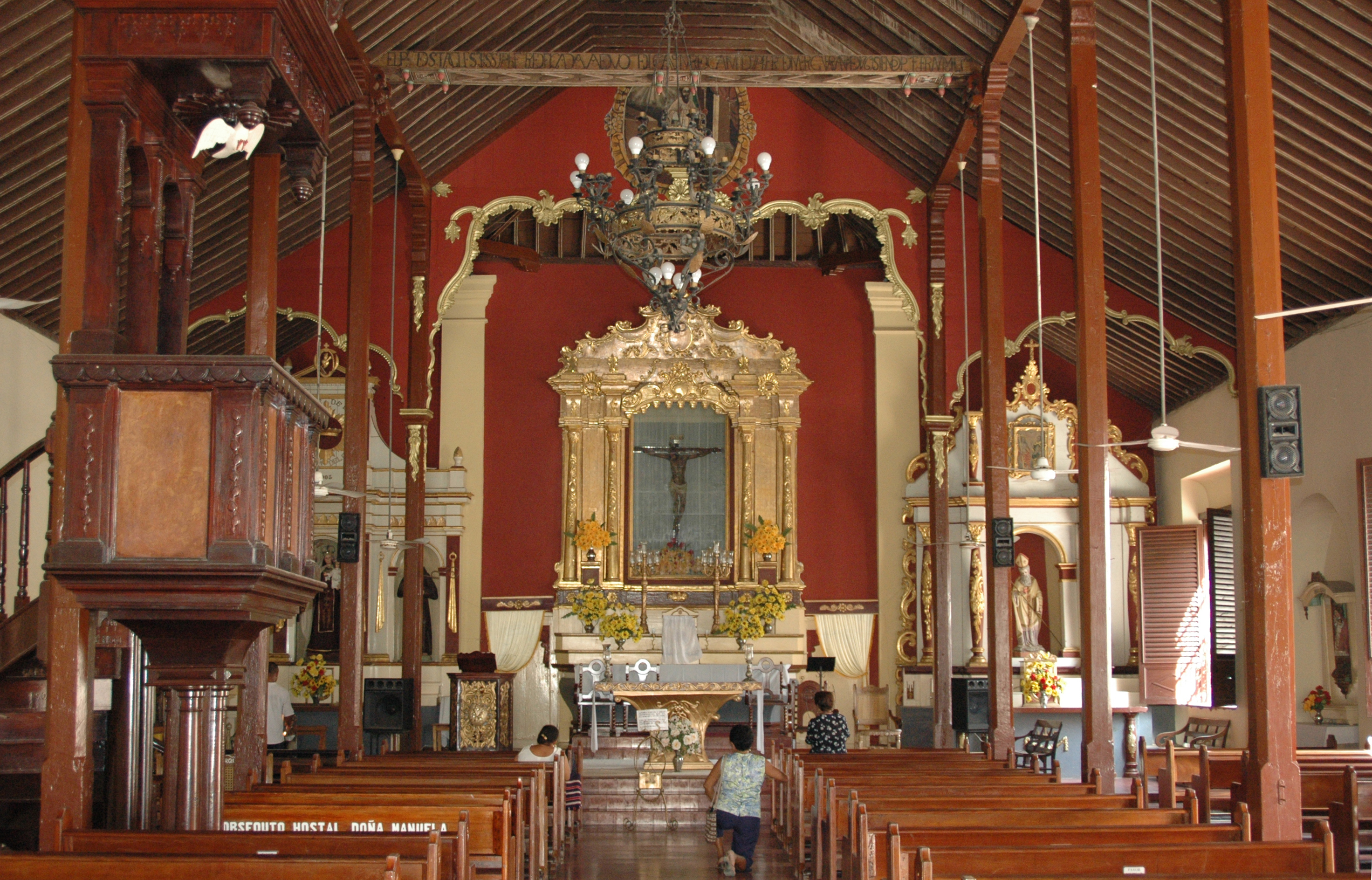
サン・アグスティン聖堂の内部

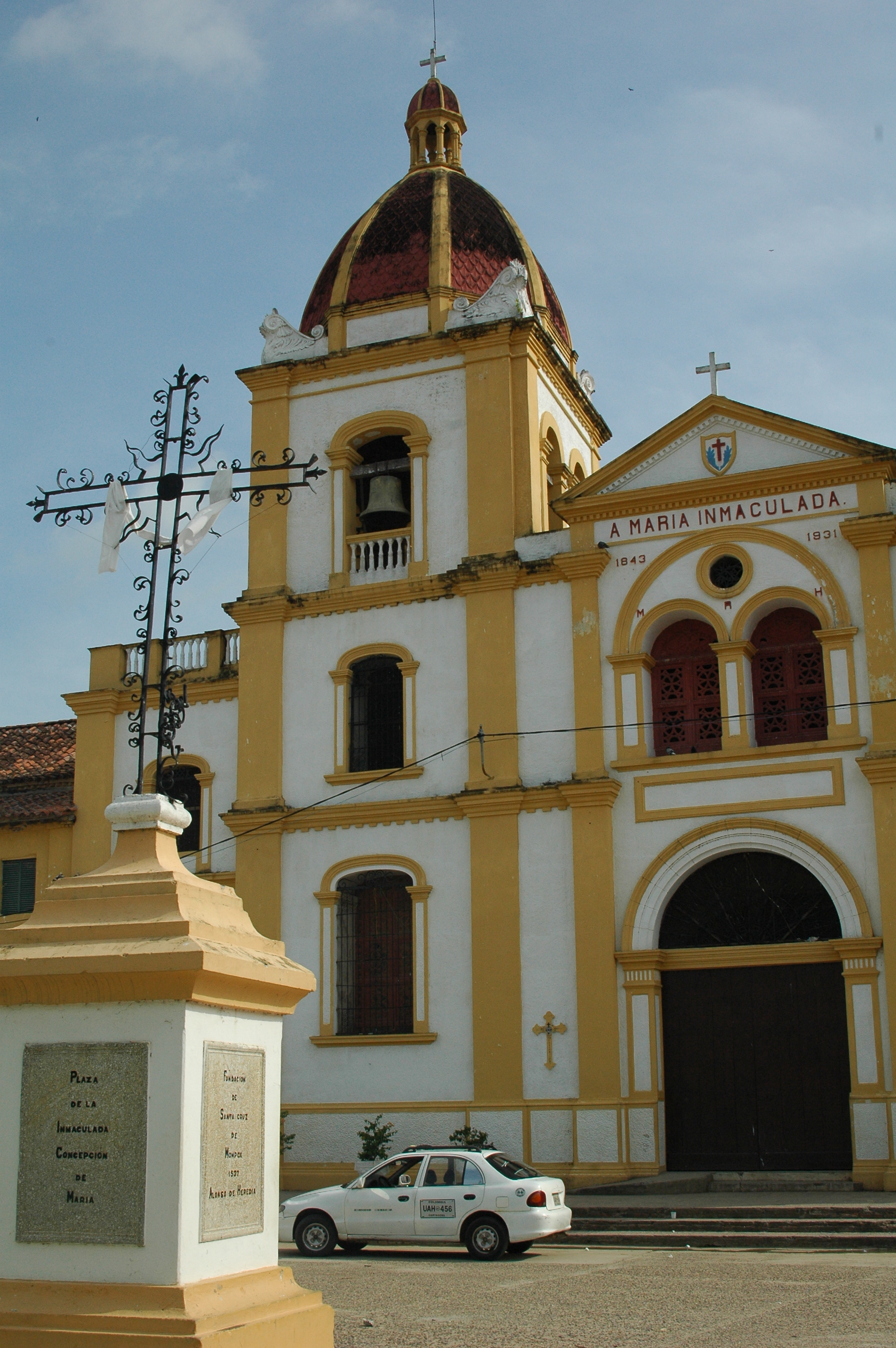
無原罪の御宿り聖堂と広場

サンタ・クルス・デ・モンポスは、スペインの様式とアメリカ先住民の様式の混交したコロニアル様式の町並みが良好に保存されていることで知られている。1995年にユネスコの世界遺産委員会は、モンポスの歴史地区を世界遺産リストに登録することを決議した。今日、コロニアル様式の建造物のほとんどは、本来の用途で使用されつづけているが、同時にスペインコロニアル様式の傑出した例証ともなっているのである。
特に注目すべきなのは、アルバラダ通り（Calle de la Albarrada）、レアル・デル・メディオ通り（Calle Real del Medio）、アトラス通り（Calle de Atrás）などの街路沿いに見られる扉、手すり、格子窓などを飾り立てている鍛鉄製の作品である。また、サンタ・バルバラ聖堂（1613年建造）、アン・アグスティン聖堂（1606年建造）、サン・フアン・デ・ディオス聖堂、「無原罪の御宿り」聖堂などの素晴らしい聖堂群も残っている。
- サン・フランシスコ聖堂は、元々は1564年に建てられたものであり、1580年には修道士フランシスコ・ゴンサガ（Fray Francisco Gonzaga）によって修道院が併設された。この聖堂は整った壁画で知られていたが、1996年の改修工事中のトラブルで損壊してしまった。基礎がしっかり固められるとともに、暫定的な修復作業は終わっている。
- サン・フアン・デ・ディオス病院は1550年に建造された。1663年にはラ・オルデン・デ・トドス・ロス・エルマノス・オスピタラリオス（La Orden de todos los Hermanos Hospitalarios, 「病院の兄弟たち」の修道会）は、その経営権を引き取った。その維持・運営費は、その地方の有力者たちの寄付と、マグダレナ川を航行する船にかけられていた勅許税に依存していた。この病院は、当時の建物で今もなお機能しているものとしては、アメリカ州最古の病院であると考えられている。
- 使徒の邸宅は、レアル・デル・メディオ通りにある地元船主の邸宅だった建物である。「使徒の邸宅」の名は、観光客もよく見にくる12使徒の美しい絵画があることにちなんでいる。ほかにも、最後の晩餐におけるイエスを描いたものがある。
- 市庁舎には、植民地時代の地下牢や市長の応接間がある。1810年8月6日にスペインからの独立宣言に調印がされたのも、「自由か死か」（"Ser Libres o Morir"）という叫びが初めて聞かれたのもここであった。
- 市の宮殿（The Municipal Palace）は1660年に建造されたもので、サン・カルロス修道院（the Cloister of San Carlos）とも呼ばれている。この修道院には、イエズス会が退去を命じられるまで存在していた最初の中等学校も存在していた。1767年に修道院でなくなり、1809年には、ペドロ・マルティネス・デ・ピニリョス（Pedro Martínez de Pinillos）によって使徒聖ペテロ総合学校（Universal School of Saint Peter the Apostle）が設立された。
- 無原罪の御宿り聖堂は、元々は1541年にペドロ・デ・エレディアによって日干し煉瓦で建てられた聖堂であった。10年後、増築されるとともに日干し煉瓦建築の多くが石造に替えられ、藁葺き屋根もタイルに替わった。その規模ゆえにしばしばモンポスの大聖堂と見なされた。本来の建物は数度にわたり改修されたが、その最後のものは1795年のことであった。1839年に当時の州総督が取り壊しを命じたため、現在残っている聖堂はその跡地に建てられたものである。
- サンタ・バルバラ聖堂は、モンポスに残っている聖堂の中でも、特に有名で重要なものの部類に属している。1613年に完成した聖堂は美しいバロック様式の鐘楼を備えており、それにはバルコニーがついている。鐘楼はヤシ、花、ライオンなどを象った飾りに彩られており、鐘楼についているドームもバロック様式である。聖堂の3つの聖餐台は荘厳な金細工である。

### 登録基準
この世界遺産は世界遺産登録基準のうち、以下の条件を満たし、登録された（以下の基準は世界遺産センター公表の登録基準からの翻訳、引用である）。
- (4) 人類の歴史上重要な時代を例証する建築様式、建築物群、技術の集積または景観の優れた例。
- (5) ある文化（または複数の文化）を代表する伝統的集落、あるいは陸上ないし海上利用の際立った例。もしくは特に不可逆的な変化の中で存続が危ぶまれている人と環境の関わりあいの際立った例。